# Uspallata
Uspallata – niewielka miejscowość w Argentynie, w prowincji Mendoza, położona w Andach, około 100 km na zachód od stolicy prowincji – Mendozy. Przez miasto przebiega droga krajowa nr 7, łącząca stolicę Chile, Santiago, z Mendozą, która jest częścią autostrady Panamerykańskiej. Według spisu statystycznego (INDEC) z 2001 roku liczba mieszkańców wynosiła 3 437 osób.